# Alt porn

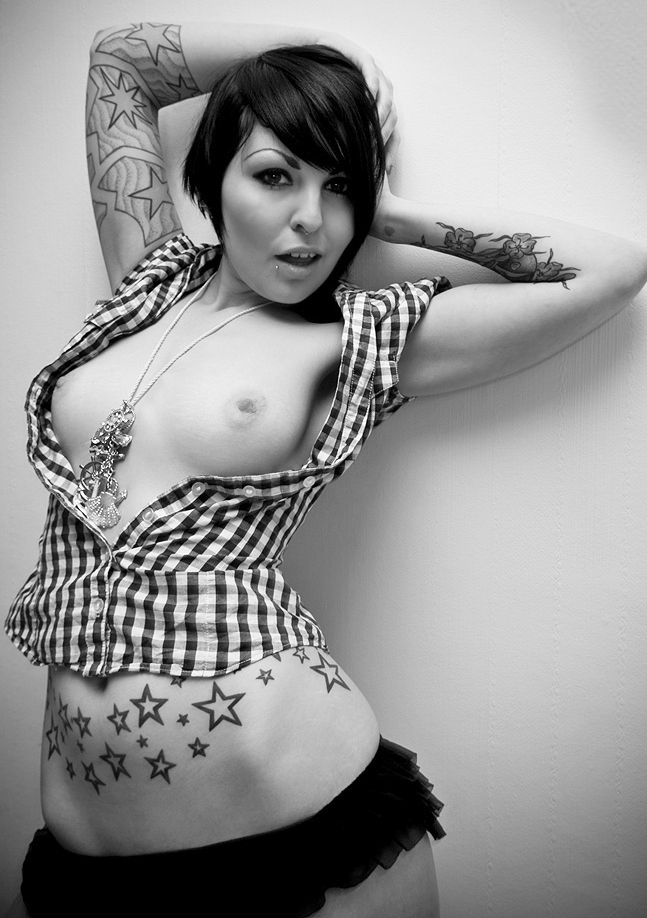
Modèle Akemi SuicideGirls.

L'Alt porn, appelée aussi Alt-porn, Altporn, Alternaporn ou simplement Alt, est une contre-culture qui relie la pornographie et les différents mouvements alternatifs comme le gothique, le punk et la cyberculture.
L’Alt porn est apparue aux États-Unis dans les années 1990. Elle est conçue sur un plan esthétique particulier : les modèles ont souvent des modifications corporelles comme des piercings ou des tatouages. Les films ou les photos peuvent être softcore ou hardcore.

## Histoire
Fondé en 1992 par Amelia G. et co-dirigé par Forrest Black, le magazine Blue Blood participe à la création de cette nouvelle approche de la pornographie par le biais d'une esthétique alliant gothique, punk, tatouage, prothèse corporelle, piercing, marginalité, etc. Ce qui est vu comme une contre-culture érotique est une volonté de montrer qu'il existe autre chose que la pornographie homogène produite à grande échelle. La création de blueblood.com au début des années 2000 permet la diffusion à plus grande échelle du mouvement créant par le fait même un lieu de partage, d'exposition, de confrontation, de discussion. Il est à noter qu'il ne s'agit pas seulement d'un site à contenu pornographique. On y retrouve de la littérature, des entrevues, des textes d'opinion, des œuvres d'art, et plus encore. 
Le mouvement Alt porn prend son essor avec la venue de sites Web comme GothicSluts.com, Raverporn.net (renommé plus tard EroticBPM.com), blueblood.com et, en 2003, Altporn.net, pour ne nommer que ceux-là. Selon Blue Blood, ils sont « la pure manifestation d'une communauté soudée et grandissante, dédiée à la découverte de soi, à l'expression de soi, au questionnement du statu quo et, généralement, dérangeante. »
Alt porn fait partie de la DIY culture, indépendant, auto-productions[réf. nécessaire].

## Quelques représentants
- Joanna Angel (Burning Angel)
- Stoya
- Belladonna
- Eon McKai
- Dave Naz
- SuicideGirls, inspiré du roman de Jeffrey Eugenides The Virgin Suicides (1993)[réf. nécessaire].
- Beautiful Agony
- GodsGirls
- Charlotte Stokely
- Jeffree Star
- Nick Zedd
- Tera Wray
- Kimberly Kane
- Katja Kassin
- Bonnie Rotten
- Riley Mason
- Sasha Grey
- Skin Diamond
- Adrianna Nicole
- Audrey Hollander
- Katrina Jade
- Angelina Valentine
- Zoe Voss
- Kink.com (studio)
- Dana DeArmond
- Nikki Hearts
- Kleio Valentien
- Syren De Mer
- Legal Porno (studio)
- beaucoup d'actrices avec tatouages, piercing, gothique, bdsm...